# Без відчуттів
«Без відчуттів» (англ. Senseless) — американський комедійний фільм 1998 року режисера Пенелопи Сфіріс і сценаристів Ґрея Ерба, Крейга Мезіна про пригоди студента Дерілла Візерспуна.
Головні ролі виконували: Марлон Веянс, Девід Спейд і Метью Ліллард як студенти коледжу.
Теглайн: «Секретний експеримент дав йому супервідчуття. Потім з'явилися побічні ефекти».

## Сюжет
Дерілл Візерспун навчається в коледжі і мріє влаштуватися в престижну юридичну фірму, яка раз на рік після попереднього конкурсу запрошує одного з учнів коледжу до себе на роботу. Дерілл береться за будь-яку роботу в надурочний час: водить екскурсії по коледжу, миє посуд, підробляє в лабораторії … Він вирішує взяти участь в експерименті «препарату 563», який повинен багаторазово посилити всі органи чуття. За допомогою препарату Дерілл в десять разів поліпшив всі свої п'ять почуттів, у результаті чого став місцевою зіркою, і його шанси на отримання жаданої роботи сильно збільшилися …

## У фільмі знімались
- Марлон Веянс — Дерілл Візерспун
- Девід Спейд — Скотт Торп
- Меттью Ліллард — Тім ЛеФлор
- Бред Дуріф — Др. Томас Веедон
- Тамара Тейлор — Дженіс Тайсон
- Ріп Торн — Ренделл Тайсон
- Естер Скотт — Денез Уізерспун
- Патрік Юінг — в ролі самого себе
- Грег Грюнберг — Стів коментатор
- Шерман Хемслей — Сміт-Бейтс Доормен
- Грант Фюр — дублер (хокей) Дерілла

## Виробництво
Під час сцени, де герой Метью Лілларда думає, що Дерріл постраждав від передозування, припускається, що йому потрібен укол адреналіну в серце. Це посилання на х/ф Кримінальне чтиво (1994), де присутня подібна сцена.
Дебют у кіно Тамари Тейлор.

## Музика
1. «Busy Child» — The Crystal Method
2. «Song for Lindy» — Fatboy Slim
3. «Absurd» — Fluke
4. «Alone» — Moby
5. «Do You Want to Freak?» — The Freak Brothers
6. "«The Unexplained» — Gravediggaz
7. «Graciosa» — Moby
8. «Reeferendrum» — Fluke
9. «Set Back» — Fluke
10. «Jungle Brother (True Blue)» — Jungle Brothers
11. «Spacefunk» — Headrillaz
12. «Perfect for You» — P.M. Dawn
13. «Atom Bomb» — Fluke
14. «Look Around My Window» — Ambersunshower
15. «Mucho Dinero» — Yankee B.
16. «Movin' on Up» (Theme Song from «The Jeffersons» (1975)) — Ja'net Dubois
17. «Smash the State» — Naked Aggression
18. «Gotta Be … Movin' on Up» — Prince Be, Ky-Mani, and John Forté

## Знімальна група
- Режисер — Пенелопа Сфіріс
- Сценарист — Грег Ерб, Крейг Мазін
- Продюсер — Девід Хоберман, Террі Остін, Альберт Беверідж
- Композитор — Борис Бланк

## Сприйняття

### Критика
На сайті Rotten Tomatoes рейтинг складає 6% на основі 16 відгуків.

### Касові збори
Касові збори склали $12 874 899 на $15 млн бюджет фільму.